# Matisia stenopetala
Matisia stenopetala là một loài thực vật có hoa thuộc họ Malvaceae theo nghĩa rộng (sensu lato) hoặc Bombacaceae.
Loài này chỉ có ở Peru.